# 新穂高温泉

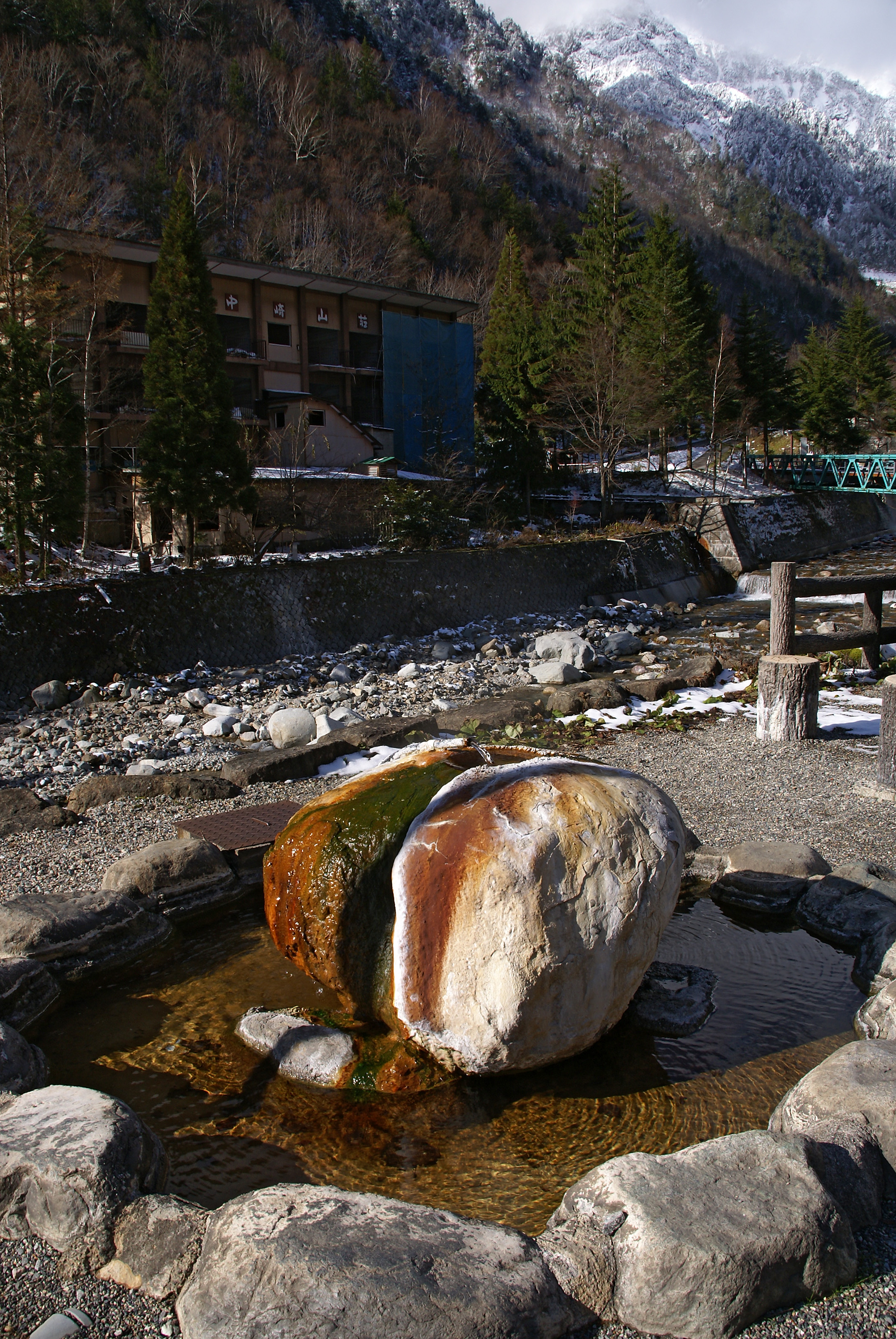
蒲田川の岸に湧く源泉の1つ

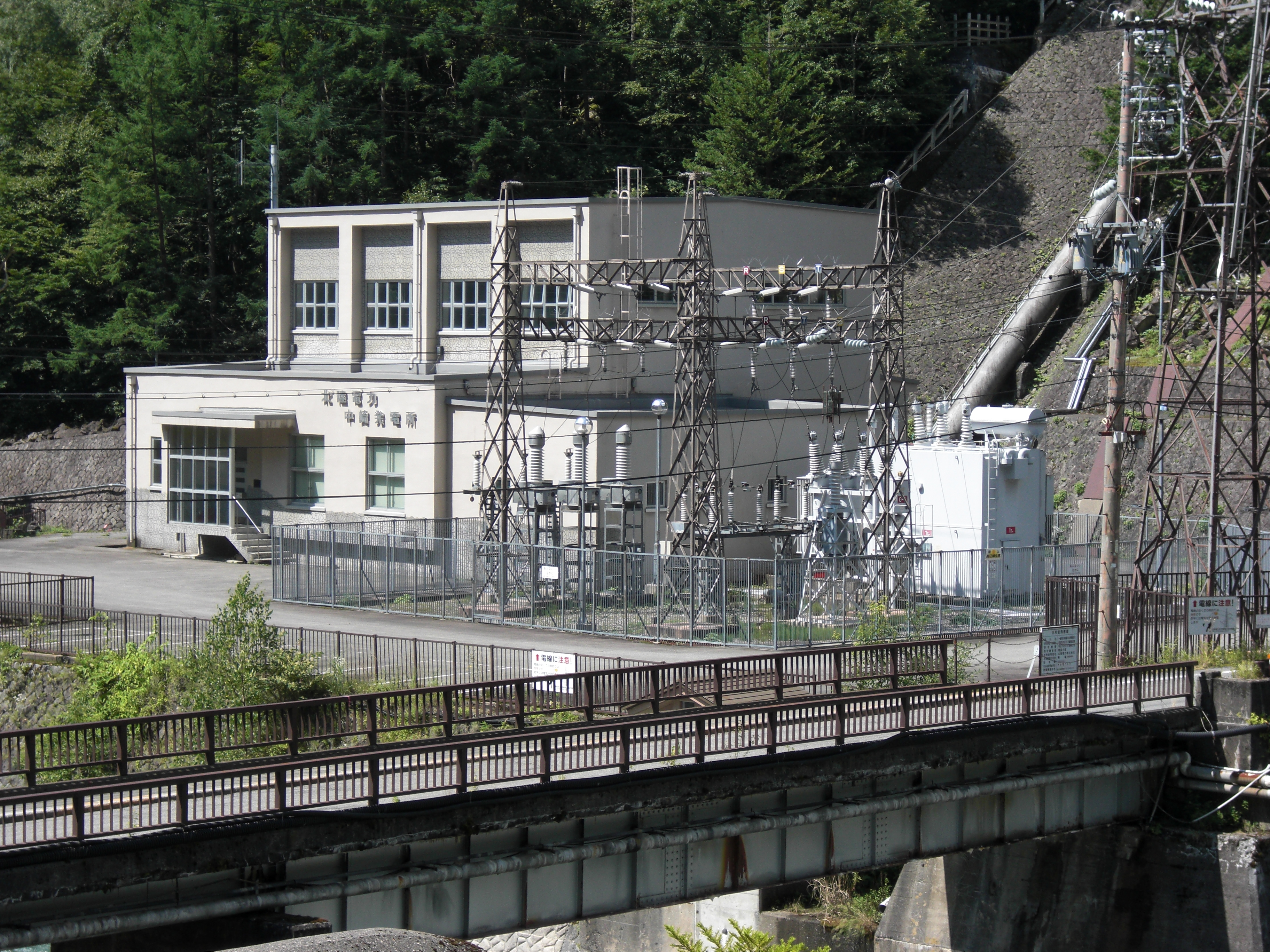
温泉街の対岸にある中崎発電所

新穂高温泉（しんほたかおんせん）は、岐阜県高山市（旧国飛騨国）奥飛騨温泉郷にある温泉。

## 泉質
- 新穂高地区
  - 単純温泉、炭酸水素塩泉・塩化物泉
- 蒲田地区
  - 単純温泉、炭酸水素塩泉
- 中尾地区
  - 単純温泉、硫黄泉、炭酸水素塩泉

## 温泉街
温泉街は広範囲に広がり、最奥部の「新穂高地区」、栃尾温泉寄りの「蒲田地区」、高台に位置する「中尾地区」の3地区に分かれ、それぞれ源泉が違う。
最も歴史が古い新穂高地区には新穂高ロープウェイの駅があり、北アルプス・穂高連峰の登山基地ともなっている。
また寸志で入浴可能な露天風呂「新穂高の湯」や、ロープウェイ近くのバス発着場には飲泉場がある。
昭和に入ってから源泉が発見された中尾地区には、「足洗いの湯」という足湯が存在し、眺望が良く、穂高連峰をはじめ槍ヶ岳、笠ヶ岳、錫杖岳などが一望できる。
豊富な湯量を活かして、各旅館も巨大な露天風呂を有しているところが多い。
栃尾温泉と新穂高温泉を結ぶ県道475号の内、新穂高温泉街の手前（神坂トンネル出口付近）から中尾温泉口（新穂高の湯の直前）までを結ぶ「蒲田バイパス」の建設により、観光シーズンの大型車の通行による渋滞や、落石・雪崩による通行止めといった問題が解消された。

## 歴史
開湯時期は不明。戦国時代には武田信玄の家来が入湯したとも言われることから、開湯はそれ以前と考えられる。
戦後の登山ブームによりこの地を訪れる登山者が急増し、北アルプス登山の拠点となった。井上靖が小説『氷壁』の舞台としたのはこの地にある中崎山荘で、同山荘の温泉はツムラの入浴剤のモデルにもなったが、蒲田川の砂防工事のために2007年10月閉館。2010年4月より日帰り入浴施設として再開している。
昭和43年11月19日 - 奥飛騨温泉郷の一部として国民保養温泉地に指定された。

## 登山道
新穂高温泉の最奥部新穂高地区は、北アルプスの焼岳、西穂高岳、奥穂高岳、槍ヶ岳、双六岳、笠ヶ岳などへの登山道の起点となっている。また地区の中央には新穂高登山指導センター（高山市立新穂高センター内）があり、ここから登山に向かう登山者に対する情報提供・登山届提出場所となっている。新穂高ロープウェイを経由する場合以外は、蒲田川左俣谷林道（双六岳・笠ヶ岳方面）および右俣谷林道（槍ヶ岳・奥穂高岳方面）が主要登山道へ接続する道となっている。

## アクセス
- バス : 高山本線高山駅より濃飛バスで約90分。または篠ノ井線松本駅よりアルピコ交通バスで約120分。
- 夜行バス利用（発着地 東京）　
  - 新穂高温泉行バス「あるぺん号」新穂高に乗車し、新穂高温泉下車[4]。立山縦走をし帰路は折立乗車にも対応して予約をできる[5]。西穂山荘・笠ケ岳山荘・涸沢ヒュッテ・涸沢小屋・太郎平グループの宿泊予約も同時にできる。
- 車 : 中部縦貫道高山ICから約70分。長野道松本ICから約80分。北陸道富山ICから約90分。